# Bourgeoisie catalane
La bourgeoisie catalane (en catalan : burgesia catalana ; en castillan burguesía catalana), est la bourgeoisie de la Catalogne, c’est-à-dire la classe sociale regroupant des personnes ayant un capital social, culturel et financier relativement élevé, qui leur confère une certaine autorité, économique et symbolique.
Comme ailleurs en Europe occidentale, le concept de « bourgeoisie » peut désigner des réalités très différentes — et parfois débattues — selon les époques. Au Moyen Âge, il s'applique à certaines populations apparues au cours des processus d’urbanisation durant l’époque féodale (les habitants des « bourgs »), jouissant d'un statut juridique spécifique. C’est au cours du XVIIIe siècle que le concept de « bourgeoisie » acquit peu ou prou son acception contemporaine, celle d’une classe urbaine, de niveau social moyen à élevé, dominant les secteurs mercantiles et industriels,.
La bourgeoisie catalane a joué un rôle important dans l'histoire économique et politique de la Catalogne et de l’Espagne contemporaines. Son rôle historique fait l’objet de diverses controverses, concernant sa relation, souvent qualifiée d’ambigüe, avec l’État espagnol, notamment le soutien qu’elle apporta aux deux dictatures espagnoles du XXe siècle — la dictature de Primo de Rivera et la dictature franquiste — et le rôle qu’elle a joué dans l’essor du nationalisme catalan.

## Histoire

### Époque médiévale et moderne
En Catalogne, le terme désignant le bourg, d’origine germanique (bŭrgs, « petite ville, fort »), apparaît fréquemment dans des documents en bas latin dès le Xe siècle sous la forme burgus. Il est employé surtout chez des personnes très cultivées, en particulier versées en droit féodal et coutumier, mais aussi chez des poètes. L'équivalent catalan (burg) apparaît et est largement attesté au XIIIe siècle — sous les variantes burc et burch —, tout d’abord dans des traductions des Usatges (compilation du droit coutumier de la ville de Barcelone). L'équivalent du français « bourgeois » apparaît à son tour à la fin du XIIIe siècle, sous différentes variantes — borgès, borguès, borjès — ; quant au terme correspondant à « bourgeoisie » (burg(u)esia), il apparaît dans une édition modernisée de 1521 du roman Blanquerna (en) de Raymond Lulle (écrit vers 1270) : « burgesia és gentilea de linatge y burgesos son ciutadans antichs, qui devallen de cavallers y de nobles » (« bourgeoisie est gentillesse [noblesse de naissance] de lignage et bourgeois sont d’anciens citoyens, qui descendent de chevaliers et de nobles »).
Autour du Xe siècle, les bourgeois étaient les personnes non serviles habitant les bourg et les villes ; ils se consacraient à des activités non agricoles, en particulier au commerce, ce qui leur conférait une certaine indépendance vis-à-vis du pouvoir féodal,. Dès le XIe siècle, l'ébauche d’une économie urbaine fit son apparition à Barcelone grâce aux constructions navales.
Au Moyen Âge tardif, les bourgeois acquirent un statut légal distinctif répondant à leurs aspirations à se confondre avec l’aristocratie territoriale. Tous ensemble, ils constituèrent le patriciat urbain, oligarchie qui contrôlait les municipalités des villes, et le terme de « bourgeois » tomba en désuétude. Pour leur part, les commerçants et artisans se regroupèrent dans des corporations (les gremis) et des confréries, dont l’accumulation de capitaux permit le financement des premières petites industries de manufactures. La production était variée, avec une domination du secteur textile. Le commerce d’esclaves et des céréales jouèrent un rôle de premier plan dans l'économie catalane, qui se déploya dans l’ensemble de la Méditerranée. En 1510, les membres du patriciat urbain de Catalogne obtinrent le statut de burgès honrat (« bourgeois honoré »). Ceux du comté de Roussillon — environ 200 familles — furent anoblis par le roi de France Louis XVI en 1789, et participèrent donc aux États généraux tenus la même année,,,.
Le XVe siècle fut marqué par une période de déclin de l’économie catalane et une baisse démographique durable, en raison notamment des épidémies de peste. Valence devint le centre le plus actif de la couronne d'Aragon au détriment de Barcelone. Le commerce maritime catalan demeura néanmoins vigoureux, malgré sa restriction à la Méditerranée occidentale.
Les siècles suivants virent l’apparition de ce qui devint la bourgeoisie moderne, avec le développement d’un embryon d’entrepreneuriat. On parlait alors de « capitalistes », le terme de « bourgeois » dans son acception moderne marxiste n’apparaissant que lors du Sexenio Democrático (1868-1874).
Vers le milieu du XVIIe siècle, la grande bourgeoisie catalane adopta une attitude collaborative avec la monarchie espagnole.

### Première partie duXIXesiècle: Industrialisation
Selon Guy Hermet, « le catalan était demeuré langue officielle jusqu'à l'avènement des Bourbons d'Espagne en 1712, de la même façon que la province avait conservé jusque-là ses exemptions fiscales et ses institutions administratives ou judiciaires séparées (les fueros). Mais le sentiment de privation de droits ancestraux avait été tempéré après 1750 par l'essor de l'économie catalane, en particulier de son industrie cotonnière qui se situait au deuxième rang mondial, après celle du Lancashire, à la veille de la Révolution de 1789. Tout change cependant après 1810, avec la perte des marchés coloniaux, chute de la compétitivité industrielle, puis après 1880 avec l'afflux dans les villes des viticulteurs ruinés par le phylloxéra ».
Au cours du XIXe siècle, la bourgeoisie catalane prit fait et cause pour le libéralisme, tout en défendant une politique économique protectionniste,.
Elle apporta son soutien économique et politique à Ferdinand VII lors des révoltes réactionnaires qui troublèrent son règne au cours du Triennat libéral (antécédents du carlisme, dont un bon exemple est la guerre des Mécontents), puis dans la promulgation de la Pragmatique Sanction de 1830.
Lors du règne d'Isabelle II, la bourgeoisie catalane, formée par les vieilles familles de l’élite commerçante, connut un essor à travers le développement de nouvelles industries basées sur les progrès techniques — machine à vapeur et machinisme —, concentrée à Barcelone mais aussi présente dans certaines zones littorales, et du commerce avec les colonies,.
En 1850, la bourgeoisie catalane lança le plus ambitieux projet de transformation urbaine d'Espagne à travers le quartier de l’Eixample, qui devint une vitrine du modernisme catalan avant-gardiste,. Au cours des décennies suivantes des architectes catalanistes, comme Lluís Domènech i Montaner et Josep Puig i Cadafalch créèrent « un paysage architectonique consciemment moderne et unique pour une ville « bourgeoise » ».
Lors du Sexenio Democrático, la conscience de classe de la bourgeoisie se développa en réaction aux troubles sociaux du mouvement ouvrier, les industriels et commerçants souhaitant sortir d’une instabilité défavorable aux affaires,,.
Selon l’historien britannique Raymond Carr, « Les industriels catalans avaient été protectionnistes de longue date, mais le passage révolutionnaire à un libre-échange doctrinaire dans le budget de 1869 […] les rassembla dans une agitation prolongée et exacerbée. L’exigence de rétablissement de la protection devint, dans les années [18]70 et [18]80, une revendication de toutes les classes catalanes ».

### 1875-1923: La Restauration

#### Soutien au nouveau régime et premières années
Comme d’autres secteurs de la société espagnole — aristocratie, milieux d’affaires et hauts chefs militaires —, la bourgeoisie catalane soutint activement la Restauration des Bourbons en la personne du prince Alphonse, futur Alphonse XIII, séduite par les promesses de stabilité institutionnelle des alphonsins, en premier lieu Antonio Cánovas del Castillo, qui fut l’architecte du nouveau régime. Ce dernier promit notamment un rétablissement de l'ordre social en freinant le mouvement ouvrier et l’adoption d’une politique plus protectionniste — favorable en particulier au secteur textile —,,.
Dans les premières années du régime, elle participa de la structure oligarchique qui défendit les intérêts dans les colonies et ceux des propriétaires terriens, tout en pilotant la mise en place du libéralisme économique.
Toutefois le nouveau régime n’apportera pas satisfaction aux industriels catalans. Selon le sociologue Amando de Miguel, « L'État centraliste de la Restauration, reposant sur une base agraire, exclut autant que faire se peut les secteurs de la bourgeoisie industrielle qui se concentre sur un petit nombre de noyaux, principalement Barcelone et Bilbao ». Les membres de la classe dirigeante madrilène « représentent surtout les intérêts de l’oligarchie agraire et les classes moyennes urbaines non industrielles. Ce schéma fonctionne avec très peu de variantes de 1876 à 1930 ».
Jusqu’en 1879, la bourgeoisie catalane demeura majoritairement indifférente au mouvement de renaissance de la langue catalane — la Renaixença —, défenseur d’une vision romantique de la culture catalane et d’un régionalisme modéré partisan d’une simple décentralisation de l’État. Si les racines du catalanisme sont complexes et combinent aussi bien des secteurs républicains fédéralistes que les revendications rétrogrades du carlisme, demandant la restauration des institutions d’Ancien Régime, à la fin du XIXe siècle, celui-ci devint l’instrument d’un nationalisme radical qui marqua une rupture. Cela supposa un profond remaniement des postulats du catalanisme politique, essentiellement l’œuvre d’une partie des élites intellectuelles et économiques catalanes. Dorénavant, le catalanisme disposait d’une doctrine et d'organisations puissantes et se trouva en mesure de trouver une large audience parmi les classes moyennes.
En 1891, Cánovas mit fin à la politique de libre-échange. Dorénavant, les industriels catalans se consacrèrent à contrer les tentatives de libéralisation du marché par les libéraux. Selon Raymond Carr, « cette longue lutte créa dans le reste de l’Espagne l’image d’une Catalogne égoïste et intéressée, décidée à parvenir à ses fins même aux dépens de tout intérêt espagnol ».

#### De la fin duXIXesiècleà 1909: soutien au nationalisme catalan et opposition au pouvoir central
Ceci favorisa le développement d'une mentalité plus régionaliste au sein de la bourgeoisie catalane, et non plus seulement dans les zones rurales comme ce fut le cas au Pays basque.
La haute bourgeoisie catalane réactionnaire partageait ses intérêts avec les céréaliers castillans, ce qui se traduisit par une alliance avec les gamacistes au tournant du XXe siècle.
La fin du siècle fut marquée par un renouveau du catalanisme, avec l’arrivée de nouvelles générations de conservateurs, sous l’impulsion desquels le mouvement acquit une coloration nettement nationaliste, en réaction au régionalisme de gauche incarné par Valentí Almirall. En 1891 fut fondée l’Unió Catalanista (« Union catalaniste »), menée par des figures de la haute bourgeoisie comme Francesc Cambó ou Enric Prat de la Riba, qui adopta une stratégie électorale agressive, dans laquelle elle prétendit entraîner les masses populaires, à l’image de ce qui commençait à prendre forme en Europe. L’année suivante furent approuvées les Bases pour la Constitution régionale catalane, connues comme « Bases de Manresa », qui demandaient une autonomie politique et économique, l'officialité de la langue catalane et la protection de l’industrie catalane. Ses signataires étaient dans l’immense majorité des grands propriétaires, rentiers, industriels, commerçants ou membre des professions libérales âgés de moins de 60 ans,,. Jusqu'à la dictature de Primo de Rivera dans les années 1920, le catalanisme conserva cette empreinte fondamentalement conservatrice.
La presse féminine destinée aux femmes de la bourgeoisie catalane débute en 1883, avec la publication à Barcelone du magazine La Ilustración de la Mujer, consacré à la littérature, aux sciences, aux beaux-arts et à la mode, auquel collaborent notamment l'écrivaine Dolors Monserdà et la compositrice Clotilde Cerdà répudiée par son père, l'architecte Ildelfons Cerdà, créateur de l'Eixample.
L’Exposition universelle de Barcelone de 1888 constitue une vitrine pour les jeunes conservateurs catalanistes, qui leur conféra du prestige à l’international. Ils commencèrent leurs interventions dans la vie politique espagnole en participant aux campagnes d’opposition à un projet de réforme politique du Code Civil espagnol, qu’ils considèrent comme la « première victoire du catalanisme »,,.
Certains de ces catalanistes accédèrent à d’importantes responsabilités, comme Manuel Duran i Bas, qui devint ministre de la Justice du gouvernement du conservateur Silvela,.
Le dénommé « désastre de 1898 », qui marqua la perte des dernières colonies, fut à l’origine d’une grande vague de pessimisme et de marasme dans tout le pays, mais plus particulièrement en Catalogne. La défaite eut d’importantes répercussions économiques, pour l'État comme pour la bourgeoisie industrielle catalane, notamment celle du secteur textile. Celle-ci dirigea un mouvement d’opposition au système politique de la Restauration et réclama une forme d’autonomie économique — en espagnol concierto económico —. Ce faisant, elle rejoignit le mouvement régénérationiste décentralisateur qui fit suite au manifeste du général Polavieja publié le 14 septembre 1889 : « les uns (la bourgeoisie conservatrice traditionnelle) y voient une possibilité de défendre à peu de frais leurs intérêts les plus pressants ; les autres (la jeune bourgeoisie catalaniste) comprennent rapidement où ils peuvent être conduits »,,. Sous cette impulsion, « le catalanisme cesse d'être un credo minoritaire pour devenir le véhicule d'une protestation généralisée ».
Faisant face à une importante crise budgétaire à la suite de la défaite de 1898, le gouvernement décida de hausses d’impôts qui entrainèrent l’union des commerçants et industriels catalans dans le mouvement de protestation dit de Tancament de Caixes (ca) (« fermeture des caisses ») d’octobre 1899, qui consista à fermer temporairement les commerces et les industries afin de ne plus payer les taxes tout en restant dans la légalité. Le mouvement fut lancé par Bartomeu Robert, médecin et représentant de la bourgeoisie barcelonaise, nommé récemment maire de la ville par les autorités madrilènes, et animé par le jeune Francesc Cambó,.
Au début du XXe siècle, la bourgeoisie catalane s’identifiait plus pleinement dans le mouvement catalaniste, à travers lequel elle promut une réforme en profondeur de l’État espagnol, en défendant la démocratisation et la décentralisation du régime auquel elle s’opposa avec plus d’affirmation,,,.
Les tensions augmentèrent en 1900 lors de la visite à la capitale catalane du premier ministre Eduardo Dato, boycottée par les catalanistes conservateurs à l’initiative de Cambó, qui fut suivie d’une répression gouvernementale et de la déclaration de l’état de guerre.
En 1901 fut fondée la Lliga Regionalista (« Ligue régionaliste »), qui réunit « les bourgeois catalans mécontents de l'inefficacité de l'État et des partis de la Restauration »,. Le parti remporta vite du succès dans les urnes. À partir de 1907 et la constitution de Solidaritat Catalana, coalition catalaniste et républicaine, les partis dynastiques du pouvoir central devinrent marginaux en Catalogne. Le principal rival électoral de la LLiga était le Parti républicain radical d’Alejandro Lerroux, qui se démarquait par son anticléricalisme et son anticatalanisme,.
En 1904, les secteurs progressistes et républicains de la Lliga, minoritaires, quittèrent le parti, reprochant à Enric Prat de la Riba — l'autre figure prééminente du parti avec Cambó — d’être réactionnaire et clérical. Ils créèrent le journal El Poble Català qui représenta l'alternative progressiste à la Lliga et son journal La Veu de Catalunya. La scission marqua la consolidation du parti comme représentant des classes moyennes aisées,,,.

#### 1909-1923: Posture réactionnaire après la Semaine tragique
La Semaine tragique de juillet-août 1909 marqua un tournant. Pour protester contre un décret du 11 juillet qui mobilisait les réservistes, et contre l'envoi de troupes au Maroc espagnol pour participer à la guerre de Mélilla, l'organisation Solidaridad Obrera lança un appel à la grève générale. Le mouvement fut repris par des leaders révolutionnaires et dégénéra en émeutes, la loi martiale fut proclamée, des barricades furent dressées dans les rues et des affrontements eurent lieu avec l'armée. L'Église, principal soutien du pouvoir, fut visée par les émeutiers, qui incendièrent un grand nombre d’édifices religieux. Le mouvement fut brutalement réprimé par la monarchie, soutenue par la bourgeoisie catalane. La Semaine tragique ouvrit une crise politique qui constitua un étape décisive dans la dégradation de la vie politique espagnole, révéla le grand conservatisme de la Lliga Regionalista face aux mouvements insurrectionnels, et constitua un discrédit pour la bourgeoisie catalane conservatrice, qui se réfugia derrière le pouvoir central.
En 1914, la bourgeoisie catalane obtint à travers la Lliga l'instauration de la Mancommunauté de Catalogne, première reconnaissance de ses revendications d’autonomie politique qui constituait un prélude au statut d'autonomie de 1932, approuvé au début de la Seconde République.
L'Espagne resta neutre au cours de la Première Guerre mondiale, mais le conflit eut pour conséquence une forte inflation en Espagne. La spéculation permit l’émergence de nouveaux bourgeois, qui montrèrent une mentalité plus réactionnaire et dépensèrent leur argent dans de somptueuses résidences,.
Au cours de cette période, l'Espagne entra dans une période de grande instabilité gouvernementale à laquelle participait pleinement la haute bourgeoisie catalane, dont les intérêts furent défendus par Francesc Cambó.
À partir de 1919, la conflictualité sociale atteignit des summums. Les grèves en Catalogne devinrent quotidiennes et furent réprimées très durement par l'Armée, devenue garante de l'ordre social, avec le soutien de la Lliga, représentante de la bourgeoisie catalaniste,,.
En 1922, la Lliga connut une nouvelle scission de ses secteurs progressistes et républicains avec la formation d’Acció Catalana, parti de centre-gauche qui condamna la posture de Cambó jugée trop droitière ainsi que sa collaboration avec le Gouvernement Maura.
Dans la vie mondaine et la culture, les femmes tiennent un grand rôle. La philanthrope Isabel Llorach demeure une personnalité célèbre de cette époque, encourageant les femmes, comme la modiste française Caroline Montagne Roux, amie de Jeanne Lanvin, et les musiciennes Clotilde Cerdà i Bosch, Àurea Rosa Clavé i Soler et Isabel Güell. Les stylistes Joana Valls, Maria Molist et Ana Renaud, dite Madame Renaud, habillent les femmes de la haute société. Figure de la bourgeoisie catalane, le collectionneur d'art et mécène Manuel Rocamora accompagne le mouvement à Barcelone.
La réussite de la bourgeoisie s'expose dans tous les domaines de la société, arts, architecture, politique, jusqu'à la mort, avec les célèbres sépultures du cimetière du Poblenou, qui accueille notamment la sculpture funéraire Le Baiser de la Mort.

### 1923-1930: La dictature de Primo de Rivera

#### Soutien au coup d’État
Le rôle primordial joué par la bourgeoisie catalane dans l'établissement de la dictature de Primo de Rivera est bien connu.
Comme le dit l’historien Shlomo Ben-Ami, « c’est en Catalogne qu’il faut chercher les origines immédiates du coup de Primo de Rivera. C’est là que la bourgeoisie créa l’atmosphère hystérique qui entoura Primo de Rivera de l’auréole de « sauveur » et plaça sa rébellion, comme le fit remarquer un observateur contemporain, dans le contexte général de la réaction antibolchévique qui avait également atteint d’autres pays européens. Cambó, authentique représentant de la haute bourgeoisie catalane, « le théoricien de la dictature espagnole », comme l'appela Maurín, exposa crûment les aspirations et la responsabilité de sa classe dans la dictature : […] « Une société dans laquelle l'avalanche démagogique [syndicaliste] met en grave péril les idéaux et intérêts se résignera à tout à condition de se sentir protégée […] » Cela ne signifie pas, pour autant, qu’il y eût un réel danger de révolution sociale à la veille du coup de Primo de Rivera ».
Le 14 mars 1922, le général Primo de Rivera fut nommé capitaine général de Catalogne, décision qui fut bien accueillie par la bourgeoisie catalane en raison de la réputation qui le précédait d’être un défenseur de l’« ordre ». Selon ce que Primo de Rivera expliqua lui-même plus tard, c’est au cours de sa période au poste de capitaine général de Valence en 1920 qu’il fut « terrorisé » par le radicalisme de la classe ouvrière (« de tendance communiste révolutionnaire ») et qu’il prit conscience de la « nécessité d’intervenir dans la politique espagnole par des procédés différents des habituels ». Un des premiers exemples de sa politique d’ordre fut le soutien qu’il prêta aux protestations des organisations patronales catalanes à cause de la décision du gouvernement de José Sánchez Guerra de destituer en octobre 1922 le gouverneur civil de Barcelone, le général Severiano Martínez Anido, qui s’était distingué par sa bienveillance envers le pistolérisme patronal et par l’application de mesures brutales pour tenter de mettre fin aux conflits avec les ouvriers et à la violence anarcho-syndicaliste qui faisaient des ravages à Barcelone et son aire industrielle depuis la grève de la Canadenca de 1919.
L’idée du patronat catalan du Fomento del Trabajo Nacional (es) selon laquelle la destitution de Martínez Anido était une erreur se vit confirmée par l’augmentation du pistolérisme anarchiste dans les premiers mois de 1923 — on passa d’une centaine d’attentats en 1922 à 800 entre janvier et septembre 1923 ; à Barcelone il y eut 34 morts et 76 blessés, dont la majorité eurent lieu pendant la grève des transports de mai-juin  — et des conflits avec les ouvriers. Primo de Rivera sut répondre à ces inquiétudes avec sa défense de la « loi et l’ordre » face à ce qui apparaissait comme une faiblesse du nouveau gouvernement de García Prieto, qui avait succédé à celui de Sánchez Guerra début décembre 1922, dénoncée par la presse conservatrice barcelonaise, notamment La Veu de Catalunya, organe de presse de la Lliga Regionalista de Francesc Cambó.
La popularité de Primo de Rivera parmi les classes moyennes et la haute bourgeoisie catalanes atteignit son zénith lors de son intervention dans la grève générale des transports de Barcelone de mai et juin 1923, qui avait commencé à cause du refus du patronat de respecter le jour férié du premier mai, et que Primo de Rivera avait qualifiée de « clairement révolutionnaire ». L’alignement de ce dernier avec la bourgeoisie catalane se confirma le 6 juin, durant l’enterrement du sous-caporal du Somatén José Franquesa, assassiné quelques heures auparavant, au cours duquel Primo de Rivera fut acclamé comme le sauveur de la Catalogne tandis que le gouverneur civil était insulté et accusé de représenter de la CNT. Dès lors, « il semblait évident qu’un secteur de la bourgeoisie barcelonaise avait déjà pris parti contre la légalité constitutionnelle, et désignait son candidat favori pour mener le coup d’État ». Plus tard, se rappelant ces évènements, Primo de Rivera écrivit : « Que dire de l’état d’âme de tous, qui avaient mis leur confiance en moi seul, et m’incitaient à faire quelque chose, n'importe quoi, pourvu que cela libère la Catalogne de l’hécatombe qui la menaçait de façon si évidente ? ».
La promesse de Primo de Rivera de protéger l’industrie catalane en instaurant une hausse des frais de douane scella son alliance avec la haute bourgeoisie de la région. Une telle mesure s’opposait à la politique de libre échange menée par le gouvernement à la suite de négociations avec plusieurs pays dont le Royaume-Uni, la France, l’Allemagne et les États-Unis, visant à permettre une baisse des prix intérieurs et à favoriser les exportations, notamment agricoles, mesures qui avaient provoqué les vives protestations de la Chambre du commerce et de l’industrie de Catalogne. Peu après le coup d’État, Primo de Rivera déclara que les baisses de taxes douanières accordées par le gouvernement de García Prieto avaient été une décision « criminelle ».
Les incidents qui eurent lieu lors de la fête nationale de la Catalogne du 11 septembre, au cours de laquelle de jeunes nationalistes catalans radicaux huèrent le drapeau espagnol et lancèrent des cris de « Mort à l’Espagne ! », « Vive la République du Rif ! » — en soutien au soulèvement des Rifains —, ou encore « Mort à l’État oppresseur ! » et « Mort à l'Armée ! », précipitèrent le coup militaire, initialement prévu le 15 du même mois.
Le 12 septembre à minuit, Primo de Rivera proclama l’état de guerre à Barcelone. Il fit sortir les militaires dans la rue, qui prirent les bâtiments clés de la ville, et fit de même dans les autres capitales de province catalanes. À deux heures du matin, il réunit la presse catalane et lui communiqua son Manifiesto al País y al Ejército español (« Manifeste au Pays et à l’Armée espagnole »), dans lequel il justifiait la rébellion qu’il venait de mener et annonçait la formation d’un Directoire inspecteur militaire (Directorio Inspector Militar) qui prendrait le pouvoir avec l'approbation du roi. Les militaires de Huesca et Saragosse se joignirent au soulèvement le même jour. Le lendemain, le roi Alphonse XIII confie le pouvoir à Primo de Rivera ; dans la foulée, l'état de guerre fut déclaré dans la capitale espagnole par le capitaine général Muñoz Cobos (es),.
Le matin du 15 septembre, une foule enthousiaste accompagna Primo de Rivera au train qui l’amènerait de Barcelone à Madrid. Selon le journal conservateur La Vanguardia, jamais on n’avait vu un « phénomène similaire ». Un témoin militant de la CNT rapporta que sur les quais se réunit « la crème de la réaction barcelonaise, tous les monarchistes, l’évêque, les traditionalistes [les carlistes] et aussi une bonne représentation de la Lliga Regionalista. Bien en vue, une représentation du patronat ».
Le 18 septembre, l’instauration de la milice du Somatén pour maintenir l'ordre dans la ville de Barcelone fut bien accueillie par la bourgeoisie.

#### Une dictature défavorable
Toutefois, dès le mois de septembre, le dictateur publia un décret relatif à la « défense de l’unité nationale » condamnant « le sentiment, la propagande et l’action séparatistes ». Après avoir adressé une protestation au monarque, la Lliga Regionalista fut interdite au mois de décembre suivant. L’usage public de la langue catalane et les symboles catalans comme l'hymne et le drapeau furent interdits, puis finalement la Mancommunauté de Catalogne fut définitivement suspendue le 20 mars 1925,.

### 1931-1936: La Seconde République
L’avènement de la Seconde République espagnole fut marquée par un changement de physionomie du catalanisme, avec le triomphe du nouveau parti Esquerra Republicana de Catalunya (« Gauche républicaine de Catalogne », ERC), qui supplanta la Lliga.
Aux élections générales de 1936, la Lliga participa au Front d'ordre avec les partis dynastiques et les radicaux lerrouxistes, qui l’opposait au Front d’Esquerres (« Front des gauches », déclinaison catalane du Front populaire). C’est ce dernier qui triompha avec 59 % des voix.

### 1936-1939: La guerre civile
Pour des raisons similaires à celles qui l’avait poussée à soutenir le coup d'État de Primo de Rivera, la bourgeoisie catalane renia son catalanisme et prit fait et cause pour les « nationalistes espagnols » à la suite de la tentative de coup d’État de juillet 1936 qui déboucha sur la guerre civile.
La Catalogne reste fidèle à la République et le pouvoir régional tombe dans les mains des Milícies antifeixistes de Catalunya (« Milices antifascistes de Catalogne »), pour le contrôle desquelles s'affrontèrent les forces de gauche et les anarchistes. Barcelone tombe à la fin de la guerre civile, en janvier 1939.

### 1939-1975: La dictature franquiste
Au cours des premières années de la dictature franquiste, la bourgeoisie catalane ne fut pas favorisée par le nouveau régime, mais sa situation s’améliora à partir de la période de libéralisation entamée dans les années 1960,.
Avec l’instauration du régime, toute expression du catalanisme ou en catalan fut réprimée, y compris les publications catholiques et conservatrices,. Les anciens sympathisants de la Lliga, à la fois catalanistes et de droite, furent poussés à se détourner de toute intervention politique et à renier leurs anciennes convictions nationalistes, pour rejoindre le discours espagnoliste et unitariste du franquisme,. Cambó, qui avait prêté son soutien aux nationalistes espagnols au début de la guerre et pensé que la gouvernance de Franco ne serait que temporaire, mourut finalement en exil en Argentine en 1947. Une nouvelle génération d’intellectuels et de représentants de l’ancienne droite catalans se mit ainsi au service du discours révisionniste du nouveau régime afin de prendre la place des nombreux exilés et de délégitimer sur tous les plans l’étape de la République et de l'autonomie catalane d'avant-guerre, dans la presse, l’université et l'administration. Parmi les anciens participants à la Lliga, la famille Valls i Taberner, notamment Josep (ca), joua un rôle important dans le système bancaire espagnol d’après-guerre.
Les mouvements d’opposition, clandestins, furent concentrés dans les milieux de gauches et étudiants dans un premier temps.
Les publications en langue vernaculaire furent autorisées en 1945, mais avec d’importantes restrictions et sous contrôle étroit de la dictature. L’Église catalane, dans un premier temps favorable au régime, maintint partiellement la tradition catholique conservatrice du catalanisme d’avant-guerre. L’abbaye de Montserrat et sa revue Serra d'Or devint la référence du monde intellectuel catalaniste de tout bord.
La dictature s’avéra pour les classes conservatrices, l’équivalent d’une défaite dans de multiples aspects de leur vie quotidienne, même si « socialement » elles faisaient partie du camp des vainqueurs, si bien que de notables membres de la bourgeoisie catalane « dont certains avaient de bons rapports avec le régime, participèrent activement dans la lutte pour la récupération culturelle, et pas uniquement à Barcelone ».
La période de la dictature fut traversée par de profonds changements dans la société espagnole, y compris la catalane. Une importante immigration de travailleurs en provenance de régions non catalonophones, notamment d’Andalousie, et l’espagnolisme institutionnels marquèrent de profonds changements sociaux et culturels, en particulier dans les grandes villes comme Barcelone et Tarragone, qui virent l’émergence d’une nouvelle classe moyenne, la démocratisation de l'enseignement supérieur et dans laquelle l’élite de la haute bourgeoisie catalane se trouva dissoute,. Les années 1960 virent l’émergence d’une nouvelle opposition catalaniste, catholique et moderniste au régime. L’un de ses canaux d'expression était le quotidien conservateur La Vanguardia, fondé en 1959.
En 1971, plusieurs membres importants de la bourgeoisie industrielle et commerciale catalane apportèrent leur soutien à l’Assemblée de Catalogne, qui réunit un large spectre d’opposants au franquisme dans la région,.

### La démocratie
Contre toute attente, après la concession de l’autonomie, les élections au Parlement de Catalogne de 1980 donnèrent une majorité de sièges à la coalition de centre-droit Convergència i Unió menée par Jordi Pujol, à l’issue d’une campagne où elle fut clairement appuyée par le patronat catalan. Pujol fut la figure politique la plus emblématique de la Catalogne au cours des 23 années suivantes où il se maintint à la tête du pouvoir régional, et où le nationalisme catalan modéré et conservateur se consolida peu à peu comme le courant hégémonique.
En mars 1981, un manifeste signé par 2330 intellectuels accusa la « bourgeoisie catalane » d’instrumentaliser la question linguistique et de ne pas respecter les droits des personnes non catalanophones dans la région.
L’écrivain et journaliste José Oneto (es) décrivit Jordi Pujol comme « le produit typique d’une bourgeoisie catalane et caractéristique, et l'exemple le plus significatif de la double personnalité, dans la politique comme dans le monde des affaires ».
Le sociologue Vicenç Navarro a défini le pujolisme (es) — mouvement politique surgi autour de la figure de Pujol — comme un « projet politique de secteurs de la bourgeoisie, petite bourgeoisie et classe moyenne à hauts revenus, ainsi que de composants importants de l’Église en Catalogne, qui tente de mobiliser de larges secteurs de la société catalane, y compris ses classes populaires, avec l’objectif d’assurer une cohésion multiclassiste autour du concept de nation catalane, qu’il définit comme inclusive ».
Entre les années 1990 et le tournant du XXIe siècle, la bourgeoisie catalane traditionnelle vécut une période de prospérité, marquée notamment par les Jeux olympiques d’été tenus à Barcelone en 1992.
Toutefois, selon l’historien Antonio Rivera Blanco, elle vit son hégémonie menacée par la tertiarisation économique et les nouvelles formes de nationalisme centraliste espagnol. La crise économique favorisa l’émergence d’un mouvement transversal de protestation en Catalogne uni derrière les idées du nationalisme catalan, rassemblant aussi bien des « nationalistes sentimentaux » que des « indépendentistes prgamatiques », débouchant sur des revendications indépendantistes.

## Un rôle controversé
La bourgeoisie catalane fait l’objet de controverses portant sur son rôle historique.
Selon l'historien Pere Gabriel (es), « Les débats ouverts dans le monde politique espagnol à la fin du XIXe siècle et ultérieurement certaines applications historiographiques effectuées par le marxisme anti-franquiste des années 1970 identifièrent le catalanisme avec les versions les plus bourgeoises de ce dernier et conçurent son développement en lien avec les besoins d’une bourgeoisie, la catalane, qui n’était pas parvenue à maintenir une position hégémonique à l'intérieur de l'État espagnol et qui n'avait pu imposer un modèle de développement avancé dans l'ensemble de la société espagnole ».
Dans la tradition marxiste, la bourgeoisie est considérée comme l'origine du capitalisme, qui représente l’« ennemi » par antonomase. Plusieurs essais historiques marxistes, notamment Catalanisme i revolució burgesa de Jordi Solé Tura (1967, Edicions 62) et Història crítica de la burgesia a Catalunya d’Antoni Jutglar (es) (Dopesa, 1972), sont à l'origine de cette interprétation polémique sur le rôle de la bourgeoisie catalane,.
Dans le premier, Solé Tura défend la thèse que « L’histoire du nationalisme catalan est l’histoire d’une révolution bourgeoise », dont l’« échec est une des causes fondamentales [du] retard économique et politique » de l’Espagne. Bien que ses principales idées puissent se retrouver dans des publications antérieures, il sera violemment contesté par certaines personnalités catalanistes, comme Jordi Pujol ou Josep Benet, accusé de chercher à discréditer le catalanisme — et avec lui la langue catalane — en le présentant comme d’origine exclusivement bourgeoise. Cette interprétation de l’ouvrage est contestée par Solé Tura lui-même ainsi que différents commentateurs, qui la jugent inexacte et très réductrice, néanmoins elle demeure largement partagée, que ce soit dans les milieux catalanistes pour la rejeter,,, ou chez les opposants au catalanisme qui la reprennent à leur compte, et en ont même fait la « lecture canonique du fait catalan », selon les mots de l’historien italien Giovanni C. Cattini (es).
Une analyse détaillée de l'émergence historique du catalanisme démontre que celui-ci se forme comme une confluence de courants divers, et se trouve à l'origine liée à la tradition d'un républicanisme fédéraliste et à l'articulation politique des classes populaires, si bien que les idées de gauche sont dominantes lors de la première politisation du mouvement, dans les années 1870 et 1880.

## Comparaison avec le cas valencien
Au Pays valencien, un débat similaire à celui survenu en Catalogne au sujet du rapport de la bourgeoisie locale avec le courant identitaire régional eut lieu : « À la fin des années 70 […] la grande polémique suscitée […] se centrait autour du rôle joué par la bourgeoisie dans cette transformation révolutionnaire, c'est-à-dire, soit sa capacité de l'homogénéiser, dans l'acception marxiste que lui avait donné Gramsci, soit sa nécessité de pactiser avec les classes issues de l'Ancien Régime ».
En particulier, un argument très répandu pour expliquer la faiblesse du nationalisme valencien par rapport à celui de Catalogne est celui de l'absence d'une véritable bourgeoisie,, de la castillanisation ancienne de celle-ci ou encore de son manque de conscience identitaire locale — sa « destructuration » —,,, qui l’aurait rendu incapable d'accomplir sa « mission historique — industrialiser le pays et donner de la cohésion au territoire — ».
Joan Fuster, figure phare du nationalisme valencien, fut le principal porte-parole de cette idée, notamment dans son influent essai Nosaltres, els valencians (« Nous, les Valenciens », 1962) ou encore Un país sense política (« Un pays sans politique », 1976),. Par exemple, en 1967 il écrivait  :

« « La bourgeoisie a soumis la campagne à la domination de la ville », écrivait Marx il y a plus de cent ans. Ici, étant donné qu'il n'y a pas eu une véritable bourgeoisie, la « domination » urbaine ne s'est pas produite. La faiblesse de notre processus d’industrialisation ne nous a pas permis d'entrer dans le rythme « normal » qui caractérise l'évolution de la société la plus typiquement européenne. »

D’autres auteurs, parmi lesquels Ernest Lluch, Josep-Vicent Marqués, Lluís Aracil, Clementina Ródenas, Eduard Mira et Damià Mollà Beneyto (es), affirmaient au contraire qu’il y avait bien eu une bourgeoisie valencienne moderne, depuis la première moitié du XIXe siècle au moins, et que les causes du retard industriel — et non son absence — de la région devaient être cherchées ailleurs,,,.
Le débat, en grande partie basé sur des présupposés idéologiques de part et d’autre, a néanmoins perdu de la vigueur depuis la fin des années 1980. Selon Anaclet Pons — historien spécialiste d'histoire sociale et de microhistoire, professeur à l'université de Valence — « on ignorait empiriquement presque tout au sujet de la formation et de la composition des groupes sociaux qui avaient protagonisé le changement, alors que la rhétorique traditionnelle sur cette question avait insisté sur la faiblesse et la difformité de la bourgeoisie autochtone et dans l'anomalie de sa révolution ».
Les idées influencées par le marxisme et postulant un rôle « structurant » de la bourgeoisie ont été depuis largement remises en question — on leur reproche d’avoir posé le problème de façon trop spéculative et avec une optique téléologique, sous l'influence du paradigme catalan, considéré comme le seul modèle à suivre —. Bien qu’aucune solide conclusion n’ait été établie à ce sujet, une explication plausible de la faible d’industrialisation de la région peut se trouver dans le contexte particulier de celle-ci au XIXe siècle, où la culture des agrumes était un marché particulièrement lucratif. Dans ces conditions, les membres de la petite bourgeoisie ont pu juger, de façon tout à fait rationnelle, plus rentable et moins risqué d’investir dans l’acquisition de nouvelles terres en profitant des mesures de désamortissement,.